# Meczet az-Zajtuna
Meczet az-Zajtuna – czynny meczet na Starym Mieście Akki, na północy Izraela.

## Historia
Meczet az-Zajtuna został wybudowany w 1862 roku na ruinach kościoła z czasów krzyżowców. Meczet znajduje się w centrum Starego Miasta Akki na południe od cytadeli. Według lokalnej legendy jego nazwa odnosiła się do drzew oliwkowych, które rosły na jego dziedzińcu.

## Architektura
Meczet jest ściśle wkomponowany w gęstą zabudowę Starego Miasta, spośród której wyróżnia się dwoma zielonymi kopułami i białą wieżą minaretu. Duża kopuła znajduje się nad ośmiokątną główną salą modlitewną, natomiast mała kopuła jest nad położoną po stronie wschodniej drugą halą sali modlitewnej. Minaret wznosi się po stronie południowo-zachodniej meczetu. Arkadowy dziedziniec jest otoczony od wschodu, północy i zachodu przez domy mieszkalne. Na dziedzińcu znajduje się fontanna służąca do rytualnych obmywań przed modlitwami.

## Nabożeństwa
Meczet jest czynny i służy miejscowej ludności muzułmańskiej do regularnych modlitw (pięć razy dziennie). Podczas modlitw nie wolno zwiedzać meczetu i należy poczekać na ich zakończenie (około 20 minut).